# Punto antico

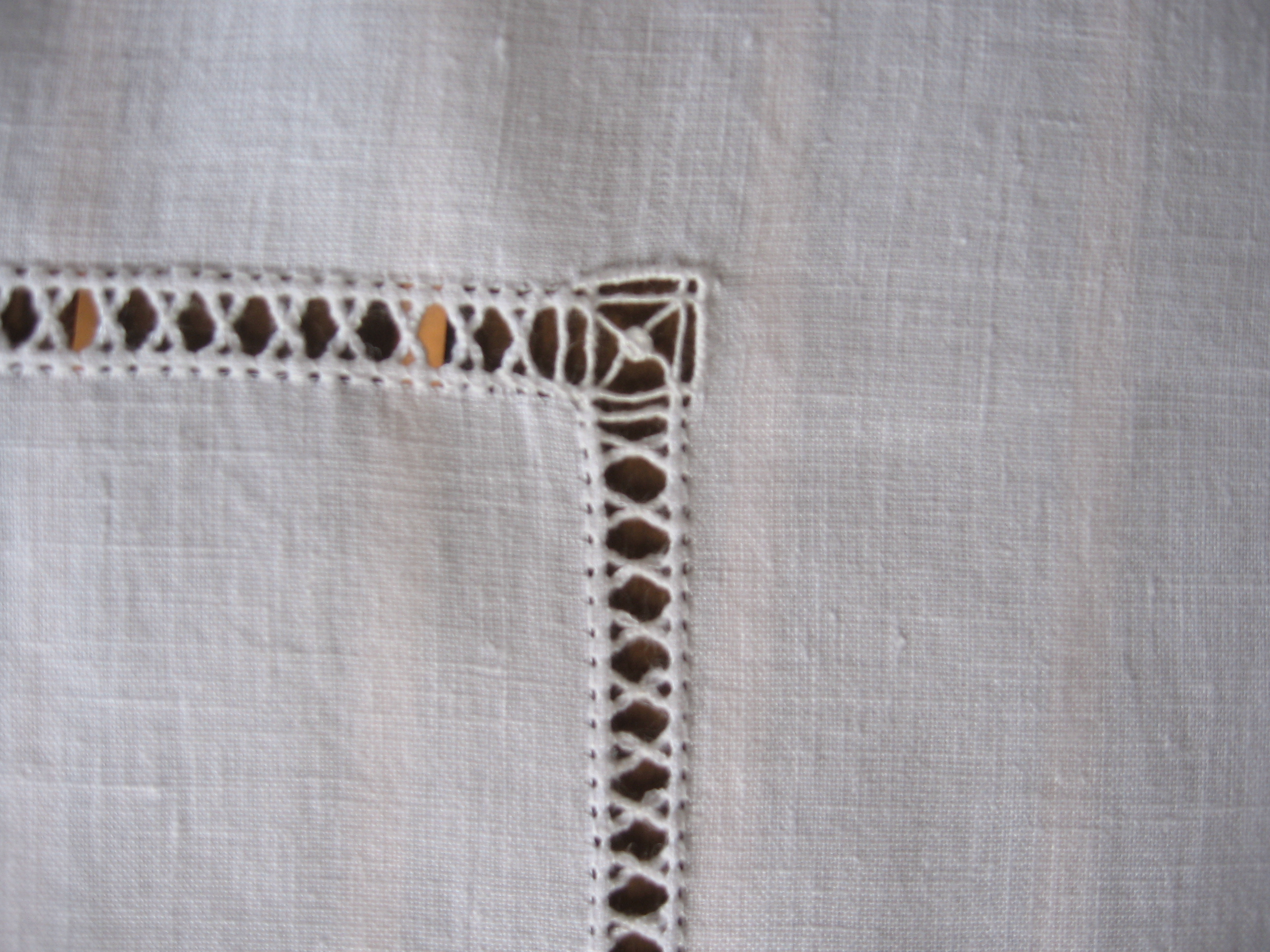
Gigliuccio

Il punto antico non è solo un punto, bensì un preciso stile di ricamo risalente al 1400, quando veniva utilizzato tradizionalmente come ricamo "semplice" per ornare la biancheria per la casa e anche la biancheria personale.
Il  punto antico è una tecnica di ricamo a fili contati da eseguire su tessuto a trama visibile e regolare.
La tessitura è regolare quando trama e ordito hanno la stessa riduzione, cioè in 1 cm2 di tessuto vi sono lo stesso numero di fili, sia per l'orizzontale che per il verticale. Un lino 10x10, conta dieci fili per cm² (trama molto larga), un lino 22x22 (trama fitta) contiene ventidue fili per cm2. Per la realizzazione della tecnica a punto antico è opportuno scegliere una trama che può andare da 11x11 a 15x15 fili, o usare bisso, ma anche canapa o juta, la scelta è in ragione dell'effetto artistico che si vuole ottenere.
La decorazione a punto antico, molto lineare e sobria, si basa sull'alternarsi di vuoti (come le sfilature o gli ajourés) e pieni nella forma di disegni geometrici a punto reale a volte un po' rigidi ma sempre molto aggraziati ed eleganti a cui si aggiungono punti a rilievo come il punto vapore o il punto riccio, e punti di finitura come il punto erba, quadro, cordoncino e altri. Di conseguenza i punti che si utilizzano sono molti, ognuno con una particolare funzione (riempimento, trasparenza, rilievo, definizione delle forme).

## Alcuni punti
Nella figura a destra i punti sono indicati:
punto quadro, cordoncino, gigliuccio, punto reale o piatto, punto vapore, sfilato, retini, punto rodi, punto riccio.
Particolarmente interessante l'uso del punto reale che si esprime in moduli geometrici utilizzabili come i pezzi di un tangram in modo da formare composizioni diverse.

## Utilizzo
A punto antico si ricamano capi di preziosi corredi di nozze: lenzuola, biancheria per la tavola, asciugamani per il bagno, ma anche altri complementi d'arredo per la casa quali tende o coprivassoi, o piccoli oggetti come bomboniere.
Tali oggetti non sono molto diffusi soprattutto perché sono sempre esclusivi e richiedono un paziente lavoro manuale che li rende molto costosi.